# Главничиця
Главничиця (хорв. Glavničica) — населений пункт у Хорватії, у складі громади Загреба.

## Населення
Населення за даними перепису 2011 року становило 229 осіб.
Динаміка чисельності населення поселення:

## Клімат
Середня річна температура становить 10,57 °C, середня максимальна – 25,37 °C, а середня мінімальна – -6,60 °C. Середня річна кількість опадів – 848 мм.
| Клімат поселення                              | Клімат поселення | Клімат поселення | Клімат поселення | Клімат поселення | Клімат поселення | Клімат поселення | Клімат поселення | Клімат поселення | Клімат поселення | Клімат поселення | Клімат поселення | Клімат поселення | Клімат поселення |
| Показник                                      | Січ.             | Лют.             | Бер.             | Квіт.            | Трав.            | Черв.            | Лип.             | Серп.            | Вер.             | Жовт.            | Лист.            | Груд.            |                  |
| Середній максимум, °C                         | 6,25             | 8,42             | 12,96            | 17,20            | 22,09            | 25,37            | 24,65            | 23,91            | 19,89            | 14,59            | 8,96             | 4,87             |                  |
| Середня температура, °C                       | −0,18            | 2,00             | 6,55             | 10,79            | 15,69            | 18,94            | 20,68            | 19,94            | 15,90            | 10,61            | 5,00             | 0,90             |                  |
| Середній мінімум, °C                          | −6,6             | −4,43            | 0,12             | 4,36             | 9,26             | 12,51            | 16,71            | 15,98            | 11,95            | 6,66             | 1,03             | −3,06            |                  |
| Норма опадів, мм                              | 48               | 46               | 55               | 66               | 74               | 92               | 78               | 85               | 79               | 80               | 84               | 61               |                  |
| Середньомісячна швидкість вітру, м/с          | 1.88             | 2.08             | 2.50             | 2.32             | 2.20             | 2.00             | 1.90             | 1.76             | 1.76             | 1.80             | 1.90             | 1.90             |                  |
| Середньомісячна сонячна радіація, кДж/м²·день | 4063             | 6868             | 10565            | 14928            | 19167            | 21189            | 21804            | 19168            | 14193            | 8769             | 4519             | 3297             |                  |
| --------------------------------------------- | ---------------- | ---------------- | ---------------- | ---------------- | ---------------- | ---------------- | ---------------- | ---------------- | ---------------- | ---------------- | ---------------- | ---------------- | ---------------- |
| Джерело:                                      |                  |                  |                  |                  |                  |                  |                  |                  |                  |                  |                  |                  |                  |